# 片野坂知宏
片野坂 知宏（かたのさか ともひろ、1971年4月18日 - ）は、鹿児島県鹿児島市出身の元プロサッカー選手、サッカー指導者（JFA Proライセンス所持）。現役時代のポジションはディフェンダー。

## 来歴

### 選手として
鹿児島市立錦江台小学校、鹿児島市立和田中学校出身。鹿児島実業高等学校から1990年、マツダSCへ入団。当初はサテライトチームであるマツダSC東洋で鍛えられると、左SBとして頭角を現す。1994年のサンフレッチェ広島のステージ制覇にも貢献した。スチュワート・バクスター体制では不動のレギュラーだったが、1995年に就任したビム・ヤンセン体制では路木龍次に取って代わられるようになり、同年シーズン途中に柏レイソルへの移籍を決断。柏では不動の左サイドバックとして活躍し、1999年まで在籍した。
2000年、大分トリニータへ移籍。2000年8月からガンバ大阪へ期限付き移籍、2001年も期限付き移籍期間を延長した。2002年はベガルタ仙台へ期限付き移籍、2003年に大分へ復帰したが、同年限りで現役を引退。

### 指導者として
引退後は大分トリニータのスタッフに転身。2005年まではスカウトを経験し森重真人などを入団させ、2006年は大分U-15コーチを務めた。同年、JFA Proライセンスを取得。
2007年からはガンバ大阪のトップチームのコーチ（サテライト監督兼任）を3年間務めた。
2010年、サンフレッチェ広島のコーチに就任。15年ぶりの古巣復帰となった。
2014年、G大阪のヘッドコーチに就任。広島時代の2012年、2013年、G大阪での2014年と、3年連続でリーグ優勝を経験した。

### 大分トリニータ監督時代
※大分トリニータ#歴史の欄も参照
2016年より、同年J3へ降格した大分トリニータの監督に就任。U-15コーチを務めていた2006年以来の大分で、初の監督業挑戦となった。
大分は前年のJ3降格の影響より昨季の主力が多数流出した為、「結果（J2復帰）」と「育成」の両立を求められることになった。その中で開幕戦・長野戦では分析の結果、攻略に適した人材と判断した ルーキーの岩田智輝、吉平翼を先発に起用。岩田は以後先発に定着し、その後も怪我人や戦術変更をきっかけに福森直也や姫野宥弥を先発に抜擢し大きな成長を促した。一方で昨年飛躍した4年目の松本昌也と2年目の鈴木義宜に対しては中心選手としての役割と責任を与えることで、チームに欠かせない存在に成長させた。
前半戦を昇格圏外の3位で折り返し、第19節では首位・栃木との直接対決に敗れ、勝ち点差が9にまで広がったが、以降は失点リスクを抑えた戦い方に変更した結果、第20節から最終節まで5連勝を含む9勝1分1敗の成績を残した。同期間で栃木が4勝5分2敗と勝ち点を伸ばせなかったこともあり第29節で首位を奪取し、逆転でJ3優勝を達成。大分を1年でJ2復帰に導いた。
2017年はJ2残留を視野に目標勝ち点を45に設定。前年と同じくパスサッカースタイルを掲げる中でよりボールを握る為、システムを前年の4バックから3バックへ変更したが、時には相手との力関係を判断し守備重視の4バックへの変更もするなど割り切りも見せた。目標以上のペースで勝ち点を積み上げ、第30節・山口戦での勝利により目標勝ち点の45に12試合を残して到達した。最終的に勝ち点は64まで伸ばし9位でシーズンを終えた。
2018年は勝ち点70・J1参入プレーオフ圏内（6位以内）を目標に設定。前年基本システムとした3-4-2-1を継続しながらも得点力の向上を図る為、ボールを回しながら相手の隙を探す作業に特化。プレスのかけ方や、ポジション取り、ボールを奪った後の動きなどを、具体的なアクションを交えながら事細かに選手に示した。選手起用については実力が伯仲した選手が多く集まった事を生かし、ゲームプラン・コンビネーション・コンディションの3つの基準の元、対戦相手毎にメンバーを入れ替えるという手法をシーズン通して貫いた。その結果、チーム全体の競争力・モチベーションの向上をもたらし、4選手が2ケタ得点を達成するなどリーグ最多となる76得点を記録。シーズン成績も勝ち点76の2位と目標を上回る自動昇格圏入りを果たし、大分を6年振りのJ1復帰へと導いた。シーズン終了後には、J3からJ1までチームを引き上げた事などが評価され、J2優秀監督賞を受賞した。
2019年は多数の記者・スポーツライターからJ2降格候補と目された中で、目標に掲げた「勝ち点45」を3試合残して達成するなど、一度も残留争いに巻き込まれることなく9位でシーズンを終えた。この事を評価されシーズン終了後にはJ1優秀監督賞を受賞、2年連続の表彰となった。
2020年は新型コロナウイルスに伴う長期中断、そしてリーグ再開後は過密日程を強いられたこともあり怪我人が続出し5連敗を喫するなど序盤戦は低迷した。しかしその後はチームを復調させ2年連続の中位フィニッシュとなる11位でシーズンを終えた。
3年目のJ1となった2021年は前年から続くコロナ禍の影響で全20チームの参加で4チーム降格というレギュレーションでの開催となったが、シーズン前に鈴木義宜、岩田智輝、田中達也ら主力が多数流出した。その穴を埋めきれない形となり序盤から7連敗を喫するなど降格圏に低迷した。9月・10月のゲームでは3勝2分1敗と善戦を見せたが、アウェーゲームで初戦勝利後17戦連続勝利なしだったことなどもあり降格圏を1度として脱するには至らず、第36節・鹿島戦をドローで終えると他会場の結果により、2試合を残してJ2降格が決定した。同年11月26日、同シーズン限りで大分の監督を退任することが発表された最終2節は連勝で終え、最終節でアウェー戦の未勝利を17試合連続で止めたものの、勝点35で20チーム中18位となった。
一方、同年の天皇杯では、J1リーグ最終節後に行われた準決勝で、同年J1優勝、かつリーグ戦で大分が2試合とも0-2で敗れていた川崎フロンターレに延長戦で先制を許しながら追い付きPK戦で勝利し、九州ならびに本州以外を本拠地とするチームとして1966年1月の第45回大会における八幡製鐵以来56大会ぶり、Jリーグクラブとしては史上初の決勝進出を果たし、1965年1月の第44回大会における八幡製鐵以来となる九州勢2度目の優勝はならなかったもののクラブ過去最高の準優勝を達成した。

### ガンバ大阪監督時代
2022年、ガンバ大阪の監督に就任。ヘッドコーチ時代の2015シーズン以来7シーズンぶりの復帰となった。しかし開幕からリーグ戦24試合を終えて5勝7分12敗、降格圏の17位と低迷し、8月17日付で監督解任が発表された。

### 大分トリニータ監督2期
2024年、3年ぶりに大分トリニータの監督に就任した。復帰1年目では16位に終わる。
2年目は序盤戦は好調で一時はプレーオフ圏内である6位まで浮上したものの、第17節から9試合連続(公式戦では11試合連続)で勝ち星をあげることができず、第26節甲府戦終了時点で6勝10分10敗の16位となっていた。2025年8月18日に双方合意の下に大分トリニータとの契約を解除した。竹中穣ヘッドコーチが後任の監督に就任した。

## エピソード
2018年8月18日、J2第29節の東京V戦にて、試合開始5分ごろから声がかれ、試合後の会見にガラガラ声で臨むという一幕があった。その状況を見た大分サポーターがTwitterにて8月21日に「浅田飴さん、片さんの喉を守ってあげて」というツイートをすると、これに浅田飴の公式アカウントが反応。その縁により翌日には大分FC（大分トリニータ運営会社）の営業スタッフが浅田飴本社へ挨拶に出向く事となった。8月25日に浅田飴から主力商品の薬用のど飴が大分FCへ差し入れされ、同日行われた徳島戦では片野坂は終始のど飴の缶ケースを手に持ち、ずっと飴を舐めながらピッチ脇で指示を送った。試合後の囲み取材にて浅田飴について尋ねられると、「おかげさまで最後まで声がかれることなく指示を出すことができて感謝しています。浅田飴、もう手放せなくなりました」とコメントした。

## 個人成績
| 国内大会個人成績 | 国内大会個人成績 | 国内大会個人成績 | 国内大会個人成績 | 国内大会個人成績 | 国内大会個人成績 | 国内大会個人成績 | 国内大会個人成績     | 国内大会個人成績 | 国内大会個人成績 | 国内大会個人成績 | 国内大会個人成績 |
| 年度             | クラブ           | 背番号           | リーグ           | リーグ戦         | リーグ戦         | リーグ杯         | リーグ杯             | オープン杯       | オープン杯       | 期間通算         | 期間通算         |
| 年度             | クラブ           | 背番号           | リーグ           | 出場             | 得点             | 出場             | 得点                 | 出場             | 得点             | 出場             | 得点             |
| 日本             | 日本             | 日本             | 日本             | リーグ戦         | リーグ戦         | JSL杯/ナビスコ杯 | JSL杯/ナビスコ杯     | 天皇杯           | 天皇杯           | 期間通算         | 期間通算         |
| ---------------- | ---------------- | ---------------- | ---------------- | ---------------- | ---------------- | ---------------- | -------------------- | ---------------- | ---------------- | ---------------- | ---------------- |
| 1990-91          | マツダ           |                  | JSL2部           | 0                | 0                | 0                | 0                    |                  |                  | 0                | 0                |
| 1991-92          | マツダ           | 26               | JSL1部           | 20               | 1                | 4                | 0                    |                  |                  | 24               | 1                |
| 1992             | 広島             | -                | J                | -                | -                | 9                | 0                    | 2                | 0                | 11               | 0                |
| 1993             | 広島             | -                | J                | 35               | 3                | 6                | 0                    | 4                | 0                | 45               | 3                |
| 1994             | 広島             | -                | J                | 34               | 0                | 1                | 0                    | 3                | 0                | 38               | 0                |
| 1995             | 広島             | -                | J                | 6                | 1                | -                | -                    | -                | -                | 6                | 1                |
| 1995             | 柏               | -                | J                | 11               | 0                | -                | -                    | 2                | 0                | 13               | 0                |
| 1996             | 柏               | -                | J                | 25               | 3                | 12               | 0                    | 2                | 0                | 39               | 3                |
| 1997             | 柏               | 18               | J                | 25               | 2                | 8                | 1                    | 3                | 1                | 36               | 4                |
| 1998             | 柏               | 18               | J                | 27               | 0                | 4                | 0                    | 2                | 0                | 33               | 0                |
| 1999             | 柏               | 18               | J1               | 15               | 3                | 5                | 0                    | 0                | 0                | 20               | 3                |
| 2000             | 大分             | 18               | J2               | 5                | 0                | 1                | 0                    | -                | -                | 6                | 0                |
| 2000             | G大阪            | 7                | J1               | 0                | 0                | -                | -                    | 3                | 0                | 3                | 0                |
| 2001             | G大阪            | 7                | J1               | 10               | 0                | 1                | 0                    | 0                | 0                | 11               | 0                |
| 2002             | 仙台             | 5                | J1               | 15               | 0                | 4                | 0                    | 2                | 1                | 21               | 1                |
| 2003             | 大分             | 4                | J1               | 9                | 0                | 2                | 0                    | 0                | 0                | 11               | 0                |
| 通算             | 日本             | 日本             | J1               | 212              | 12               | 52               | 1                    | 23               | 2                | 287              | 15               |
| 通算             | 日本             | 日本             | J2               | 5                | 0                | 1                | 0                    | 0                | 0                | 6                | 0                |
| 通算             | 日本             | 日本             | JSL1部           | 20               | 1                | 4                | 0\|\|\|\|\|\|24\|\|1 |                  |                  |                  |                  |
| 通算             | 日本             | 日本             | JSL2部           | 0                | 0                | 0                | 0\|\|\|\|\|\|0\|\|0  |                  |                  |                  |                  |
| 総通算           | 総通算           | 総通算           | 総通算           | 237              | 13               | 57               | 1                    | 23               | 2                | 317              | 17               |

その他の公式戦
- 1991年
  - コニカカップ 6試合1得点
- 1994年
  - Jリーグチャンピオンシップ 1試合0得点

## 指導歴
- 2004年 - 2006年 大分トリニータ
  - 2004年 - 2005年 スカウト
  - 2006年 U-15コーチ
- 2007年 - 2009年 ガンバ大阪 コーチ
- 2010年 - 2013年 サンフレッチェ広島 コーチ
- 2014年 - 2015年 ガンバ大阪 ヘッドコーチ
- 2016年 - 2021年 大分トリニータ 監督
- 2022年 - 同年8月 ガンバ大阪 監督
- 2024年 - 2025年8月 大分トリニータ 監督

## 監督成績
| 年度   | クラブ | 所属   | リーグ戦 | リーグ戦 | リーグ戦 | リーグ戦 | リーグ戦 | リーグ戦 | カップ戦             | カップ戦 | 備考           |
| 年度   | クラブ | 所属   | 順位     | 勝点     | 試合     | 勝       | 分       | 敗       | Jリーグ杯            | 天皇杯   | 備考           |
| ------ | ------ | ------ | -------- | -------- | -------- | -------- | -------- | -------- | -------------------- | -------- | -------------- |
| 2016   | 大分   | J3     | 優勝     | 61       | 30       | 19       | 4        | 7        | -                    | 3回戦    |                |
| 2017   | 大分   | J2     | 9位      | 64       | 42       | 17       | 13       | 12       | -                    | 3回戦    |                |
| 2018   | 大分   | J2     | 2位      | 76       | 42       | 23       | 7        | 12       | -                    | 2回戦    |                |
| 2019   | 大分   | J1     | 9位      | 47       | 34       | 12       | 11       | 11       | グループステージ敗退 | ベスト8  |                |
| 2020   | 大分   | J1     | 11位     | 43       | 34       | 11       | 10       | 13       | グループステージ敗退 | -        |                |
| 2021   | 大分   | J1     | 18位     | 35       | 38       | 9        | 8        | 20       | グループステージ敗退 | 準優勝   |                |
| 2022   | G大阪  | J1     | -        | 22       | 24       | 5        | 7        | 12       | グループステージ敗退 | ベスト16 | 第25節まで指揮 |
| 2024   | 大分   | J2     | 16位     | 43       | 38       | 10       | 13       | 15       | 1回戦敗退            | ベスト16 |                |
| 2025   | 大分   | J2     | 16位     | 28       | 26       | 6        | 10       | 10       | 1回戦敗退            | 3回戦    |                |
| J1通算 | J1通算 | J1通算 | -        | -        | 130      | 37       | 28       | 56       | -                    | -        | -              |
| J2通算 | J2通算 | J2通算 | -        | -        | 148      | 56       | 43       | 49       | -                    | -        | -              |
| J3通算 | J3通算 | J3通算 | -        | -        | 30       | 19       | 4        | 7        | -                    | -        | -              |
| 総通算 | 総通算 | 総通算 | -        | -        | 308      | 112      | 75       | 112      | -                    | -        | -              |

## タイトル

### 選手時代
クラブ
サンフレッチェ広島
- Jリーグ サントリーステージ：1回（1994年)

柏レイソル
- Jリーグカップ：1回（1999年）

### 監督時代

#### クラブ
大分トリニータ
- J3リーグ：1回（2016年）
- 大分県サッカー選手権大会：1回（2016年）

#### 個人
- J1リーグ・優秀監督賞：1回（2019年)
- J2リーグ・優秀監督賞：1回（2018年)

## 出演
テレビドラマ
- 逃亡医F 第8話（2022年3月5日） - 片野坂知宏（本人）役 ※画像出演